# Loxogenius
Loxogenius is een geslacht van kevers uit de familie van de loopkevers (Carabidae). De wetenschappelijke naam van het geslacht is voor het eerst geldig gepubliceerd in 1907 door Sloane.

## Soorten
Het geslacht Loxogenius is monotypisch en omvat slechts de volgende soort:
- Loxogenius opacipennis (W.J.MacLeay, 1887)